# 고기능 자폐 장애
고기능 자폐 장애 (高機能自閉障碍, High-functioning autism, HFA)는 자폐 장애의 일종이다. 일반적으로 지능 지수가 85 이상을 넘으며 지적 장애를 보이지 않지만, 의사소통이나 감정 인지(emotion recognition), 감정 표현, 사회적 상호작용(social interaction)에 결함이 있을 수 있다. 고기능 자폐 장애는 미국정신의학협회(American Psychological Association)의 DSM-5나 세계보건기구(World Health Organization)의 ICD-10 모두 포함되어 있지 않으며, 둘다 지적 능력에 근거하여 자폐증을 하위분류시키지 않았다.

## 상세
DSM-5와 ICD-10에서는 고기능 자폐증(HFA)을 별도로 구분하지 않고 있다. 다만 자폐증의 진단기준을 충족하면서 지능은 정상인 경우를 진단기준도 충족하지 않는 아스퍼거 증후군과 구분하여 특정하고자 할 때 해당 명칭이 사용되기도 한다.
현재 고기능 자폐증은 물론 자폐증의 명확한 발생 원인도 확실하게 알려지 있지 않지만, 뇌에서 편도체 등 특정 부위의 발달 문제 또는 뇌 부위 간의 연결 문제와 연관있다는 연구가 있다.

## 원인
자폐증의 생물학적 기반에 대해서는 거의 알려져 있지 않지만, 연구는 특정 뇌영역의 구조적 비정상을 밝혀냈다. 사회적인 뇌("social" brain)로 밝혀진 영역은 편도체(amygdala), 상측 두구(superior temporal sulcus), 방추상회(fusiform gyrus) 영역, 안와전두피질(orbitofrontal cortex)이다. 미상핵(caudate nucleus)에서 비정상적인 부분이 더 관찰되어 왔으며, 이러한 비정상은 환자들의 행동이 제한적인 것과 관련있다고 여겨졌다. 뿐만 아니라 대뇌피질 회백질(cortical grey matter)과 뇌영역 간에 상당한 비정형적 연결성(atypical connectivity)이 상당히 증대되었다.

## 특성
고기능 자폐 장애는 아스퍼거 증후군(Asperger syndrome)과 유사한 특성을 갖는다. 심리학자가 인정하는 정의적 특성은 3세 이전에 초기 발화 발달 및 언어 기술 발달의 중대한 지연이다. 아스퍼거 증후군의 진단 기준은 일반적으로 언어 지연이 없다.
아스퍼거 증후군과 고기능 자폐 장애 환자의 특성 차이는 다음과 같다.
- 언어 논리(verbal reasoning) 능력이 더 낮음
- 시공감각 기술이 더 뛰어남(성능 지수(performance IQ)가 높음)
- 화제를 벗어나는 움직임(deviating locomotion)이 더 적음(예 : 눈치 없음)
- 문제들이 독립적으로 기능함
- 많은 여러 가지들에 대한 호기심과 흥미
- 사이코패스
- 여성 대비 남성 비율 (4:1) 더 적음

### 동반증상
자폐 스펙트럼 장애(autism spectrum disorder) 환자가 고기능 자폐 장애가 있으면 불안(anxiety) 증상을 보일 위험이 있다. 불안이 가장 흔하게 발생하는 정신 건강 증상이지만, 고기능 자폐장애를 가진 아동과 청소년은 증상을 발달시킬 위험이 더 크다.
다른 동반증상으로는 고기능 자폐 장애와 어우러져 주요 장애에 추가하여 1개 이상의 장애가 발생한다는 것이다. 이중에는 양극성 장애(bipolar disorder)와 강박 장애(obsessive–compulsive disorder, OCD)가 있다. 특히 고기능 자폐 장애와 강박 장애 간의 연관성이 연구되어 왔으며, 모두 세로토닌(serotonin) 비정상 문제가 있다.
관측 가능한 동반 증상은 주의력결핍과잉행동장애(attention deficit hyperactivity disorder, ADHD)와 뚜렛 증후군(Tourette syndrome)이 있다. 고기능 자폐 장애는 지적 장애(intellectual disability)를 일으키거나 포함하지 않는다. 이 특징은 저기능 자폐 장애(low-functioning autism)와는 다르다. 자폐증 환자의 40-55%는 지적 장애를 가지고 있다.

### 행동
고기능 자폐 장애와 범죄행위 간 연관성의 특징은 완전히 정의되어 있지 않다. 일부 연구는 고기능 자폐 장애 관련 특성들이 범죄 가능성을 늘린다고 제시해 왔다. 이 영역에서 수행되어야 할 연구는 여전히 많지만, 고기능 자폐 장애와 범죄 행위 간의 연관성 관련 연구는 폭력 행위를 일으킬 고기능 자폐 장애의 요인을 이해할 필요가 있다는 것을 시사한다. 고기능 자폐 장애로 인한 공감 부족과 사회적 순진함(social naïveté)을 범죄 행위와 연관 짓는 사례 연구들도 몇몇 있다.
또한 고기능 자폐 장애와 범죄 간 연관에 관한 연구는 여전히 필요하다. 아스퍼거 증후군 장애 환자 대부분은 일반인에 비해 피해자가 될 가능성은 더 높지만 범죄자가 될 확률은 더 낮다는 연구들이 있기 때문이다. 또한 범죄를 저지르는 자폐증 환자의 작은 하위군들도 존재하는데, 이들은 자신이 위반한 법률에 대한 이해가 부족하기 때문이다. 자폐증과 성범죄에 관한 오해가 특히 흔한 것은 많은 자폐증 환자가 성교육을 받지 않기 때문이다.

## 같이 보기
- 아스퍼거 증후군
- 사반트 증후군
- 자폐증